# Goniothalamus velutinus
Goniothalamus velutinus este o specie de plante din genul Goniothalamus, familia Annonaceae, descrisă de Airy Shaw. Conform Catalogue of Life specia Goniothalamus velutinus nu are subspecii cunoscute.